# Quades

L'imperi romà sota Hadrià (governat 117–38 aC), mostra la ubicació dels Quadi a les muntanyes del nord dels Carpats (ara Eslovàquia)

Els quades (en llatí Cuadi, en grec antic Κουάδιο) eren un poble germànic que probablement constituïen una de les tribus dels sueus, establerta a Bohèmia-Moràvia, nord d'Àustria i oest d'Hongria, segons diu Tàcit. L'etnònim quade és un nom germànic emparentat, possiblement, amb el grec antic βάθος 'fondària, profunditat' i βαθύς 'pregon, profund', encara que també s'ha proposat de veure-hi un derivat de l'arrel verbal que tenim a l'anglès (poètic o arcaic) quethe 'dir' i, sobretot, quoth 'va dir' -cf. també el gòtic qiþan, d'idèntic significat-): l'etnònim significaria, per tant, els de la plana, en oposició als sueus que vivien a la muntanya.
Estaven envoltats al nord-oest pels marcomans, amb els que tenien un contacte estret, al nord pels gotins i els osis, a l'est pels iàziges i al sud pels pannonis. No se sap quan van arribar a aquest territori, però segurament va ser quan els marcomans es van establir a Bohèmia.
Quan el rei dels marcomans, Marobod i el seu successor Catualda van ser expulsats dels seus territoris l'any 19, van demanar ajuda als romans, i Tiberi els van assignar, a ells i als seus companys d'exili uns territoris entre els rius Morava i Váh, sota el comandament del rei dels quades Vanni (Vanius), que per concessió dels romans, va poder governar també sobre els marcomans. Cap a l'any 50 hermundurs van enderrocar Vanni i els marcomans van recobrar la seva autonomia. El regne dels quades va subsistir i es va dividir entre els seus nebots Vangio i Sido, que es van mantenir fidels als romans, i encara que cap a l'any 84 van ser sotmesos per les tribus dels lugions (més tard els vàndals), aviat es van independitzar de nou.
Posteriorment els quades van participar activament al costat dels marcomans en la guerra que van fer contra Roma, i una vegada quasi van aniquilar tot l'exèrcit de Marc Aureli, que només es va salvar perquè va esclatar una tempesta, diu Dió Cassi. Malgrat haver signat un tractat de pau amb l'emperador, aquest es va veure obligat, davant de les hostilitats a protegir els seus dominis amb la construcció de diverses places fortes tant al regne dels quades com als voltants, i la gent gairebé va haver d'abandonar el país. Al segle II van assolar Nòric i Panònia i el 163 van envair Itàlia essent rebutjats davant Aquileia. L'any 180 Còmmode va signar amb els quades un tractat de pau.
Separats dels marcomans, al segle iii van tornar a fer corregudes en territori imperial i amb Gal·liè van envair la Pannònia on es van quedar més d'un segle (fins al 373), quan van ser expulsats. Es van unir als sueus, amb els quals des d'aleshores es van confondre, encara que una part es va unir als marcomans per formar el poble dels bavars o bavaresos.
Ammià Marcel·lí diu que s'assemblaven al sàrmates, feien servir llargues espases i cota de malla; anaven a la guerra amb tres cavalls per cap. Claudi Ptolemeu esmenta com a ciutats dels quades a Eburodunum, Meliodunum, Caridorgis, Medoslanium, i alguna més, totes les quals havien estat abans ciutats celtes.
Pel que fa a l'afirmació que l'etnònim quade derivaria de la paraula cèltica * cold- o * coad- ‘fusta; bosc’, segons diu Estrabó, hom pot objectar que només tenim constància d'un cèltic * keitom i * kaitom ‘bosc’ (d'on el topònim Caitobriga i el gal·lès antic coit, gal·lès modern coed[wig], bretó coet, couet, coat, c'hoat, etc. ‘bosc’), però no pas * kold- o * koad- (llevat que vulguem pretendre que la forma del bretó modern coad (plural koadou], i derivada d'un cèltic * kaitom, ja s'usava fa dos mil anys!). Aparentment, la base la base d'aquesta hipòtesi rau en la tribu dels Κόλδουοι esmentada per Estrabó a la seva Geografia (τὰ τῶν Κολδούων) i en l'acceptació de la hipòtesi que aquesta tribu és idèntica amb la dels quades. En aquest passatge, Estrabó hi esmenta efectivament la tribu dels Κόλδουοι, com una branca dels sueus (germànic *swǣƀōz), però ho fa deixant ben clar que es tracta d'un poble germànic i no pas cèltic. L'etnònim d'Estrabó es translitera al llatí sota la forma Coldui i, per a interpretar aquests Κόλδουοι grecs o Coldui llatins com a quades caldria esmenar, a més a més, la forma que dona Estrabó de l'etnònim en un Coadui, on el grup <oa> representaria una forma grega d'escriure un germànic Quad-. En tot cas, per tant, la tesi cèltica de l'origen de l'etnònim es basa en fonaments que, aparentment, no són pas ferms.